# Centrale solaire photovoltaïque de Pont-sur-Sambre
La centrale solaire photovoltaïque de Pont-sur-Sambre  est une centrale solaire photovoltaïque située à Pont-sur-Sambre, sur le site d'une ancienne centrale thermique et à côté d'une centrale à cycle combiné gaz, dans le Nord, en France. Elle est mise en service en décembre 2020.

## Histoire
Une centrale solaire photovoltaïque est construite au nord-est du finage de Pont-sur-Sambre, sur le site de l'ancienne centrale thermique. 
Vingt-deux-mille panneaux solaires sont installés, soit la consommation de deux-mille-neuf-cents foyers. Son coût est de huit millions d'euros.